# Viqueque
Viqueque (Vikeke, nella lingua Tetum) è una città ad est di Timor Est, 183 km dalla capitale Dili.
È la capitale del distretto di Viqueque, nella parte ad est del paese.
Ha una popolazione di 5 477 abitanti (2006).